# Печать Вашингтона
Больша́я печа́ть шта́та Вашингто́н (англ. The Great Seal of Washington) — один из официальных символов штата Вашингтон, США. Изображение печати является основным элементом на обеих сторонах флага штата.
Изначально на печати предполагалось изобразить порт Такома, обширные пшеничные поля, пасущихся овец и гору Рейнир. Но ювелир Чарльз Талкотт предположил, что в результате получится слишком сложное изображение, к тому же с ростом штата смысл печати быстро устареет. Вместо этого Талкотт обвёл по кругу чернильницу, а внутри получившейся окружности обвёл серебряный доллар. В получившемся кольце он поместил слова «Печать штата Вашингтон» (англ. «The Seal of the State of Washington») и «1889», год принятия территорией Вашингтон статуса штата. В центре круга он поместил портрет первого президента США Джорджа Вашингтона кисти Гилберта Стюарта с почтовой марки. Печать авторства Талкотта и была принята в качестве официальной печати штата.